# یوکیهید گیبو
یوکیهید گیبو (ژاپنی: 儀保 幸英؛ زادهٔ ۲ آوریل ۱۹۹۶) یک بازیکن فوتبال اهل ژاپن است.
از باشگاه‌هایی که در آن بازی کرده‌است می‌توان به باشگاه فوتبال ریوکیو اشاره کرد.